# وينونا رايدر
وَيُونُونا لورا هوروفيتز (بالإنجليزية: Winona Ryder) (ولدت في 29 أكتوبر 1971)، والمعروفة مهنيًا باسم وينونا رايدر، هي ممثلة أمريكية. لفتت الانتباه في أواخر الثمانينيات بأدوارها غير التقليدية، وحققت النجاح من خلال أدائها الدرامي في التسعينيات. حصلت رايدر على عدة جوائز منها جائزة غولدن غلوب، بالإضافة إلى ترشيحين لـجائزتي أوسكار، وجائزة بافتا، وجائزة غرامي.
بعد ظهورها السينمائي الأول في فيلم لوكاس عام 1986، اكتسبت شهرة واسعة حين شاركت في بطولة فيلم بيتلجوس (فيلم) عام 1988. ثم توالت أدوارها البارزة في أفلام هيذرز (1989)، إدوارد ذو الأيدي المقصات (1990)، حوريات البحر (1990)، ودراكولا برام ستوكر (1992). ترشّحت رايدر على التوالي لجائزتي أوسكار: أفضل ممثلة مساعدة عن دورها في عصر البراءة عام 1993، وأفضل ممثلة عن أدائها دور جو مارش في فيلم Little Women عام 1994.
تضمنت أعمالها اللاحقة أدوار البطولة في أفلام عضات الواقع (1994)، وكيف تصنع لحافًا أمريكيًا (1995)، والمحنة (1996)، والعودة من كوكب الغريبة (1997)، ومشاهير (1998)، وفتاة قوطعت (1999)، والسيد ديدز (2002).
توقفت رايدر عن التمثيل لفترة وجيزة في أوائل القرن الحادي والعشرين، بعد أن واجهت اهتمامًا إعلاميًا سلبيًا كبيرًا عقب اعتقالها في 2001 بتهمة السرقة من متجر. عادت لاحقًا لتظهر بأدوار صغيرة في أفلام مثل ستار تريك (2009)، والبجعة السوداء (2010)، والمعضلة (2011). كما جسدت شخصية لويس ويلسون في فيلم تلفزيوني من إنتاج هولمارك بعنوان عندما لا يكون الحب كافيًا عام 2010.
منذ 2016، لعبت دور جويـس بايرز في مسلسل أمور غريبة على نتفليكس، والذي نالت عنه ترشيحها الثالث لـجائزة غولدن غلوب. ومنذ ذلك الحين، شاركت في المسلسل القصير المؤامرة ضد أمريكا الذي عرض على إتش بي أو عام 2020، وفي الجزء الثاني من فيلم الرعب الكوميدي بيتلجوس بيتلجوس عام 2024.

## النشأة
ولدت وينونا رايدر في العام 1971 وقد سميت بوينونا نسبة إلى بلدتها الصغيرة في مينيسوتا وقد انتقلت عائلتها عندما كانت في السابعة من العمر للعيش في وحدات سكنية فقيرة في أحد أحياء كاليفورنيا، ولم يكن هناك كهرباء فكانت وينونا تقوم بالقراءة للسكان هناك لتسليتهم، وقد تلقت رايدر معاملة سيئة من قبل زملائها في المدرسة الذين كانوا يعتقدون انها صبي شاذ وكانت هي تنتقم من كل من يضايقها إلى ان طردت من المدرسة ثم انتقلت وعائلتها إلى سان فرانسيسكو، وهناك درست الفن والتمثيل وكانت تمثل في المسارح المحلية الصغيرة في سان فرانسيسكو.

## مهنة التمثيل
في أحد الأيام عندما كانت تمثل في إحدى المسرحيات لفتت انتباه المخرج (ديفيد تايلور) الذي كان وقتها من بين الحضور ثم عرض عليها دور في فيلم Lucas، ولم تكن تتجاوز الثالثة عشرة من عمرها. وحين سألوها كيف تحب أن يظهر اسمها في شارة الفيلم قالت: وينونا رايدر، ورايدر ليس اسم عائلتها ولكن اختارت الاسم نسبة إلى فرقة موسيقية كان والدها يحب أن يستمع إليها كثيرًا.
والأفلام التي جاءت بعد ذلك هي التي صنعت اسمها وشهرتها، ففي العام 1988 ظهرت رايدر بدور الفتاة الشابة الحساسة التي تصادق شابًا يعاني الإعاقة الجسدية والعقلية وذلك في فيلم Square Dance الذي حقق نجاحًا كبيرًا في ذلك الوقت.
ثم جاء فيلم 1969 التي مثلت فيه رايدر مع الممثل كيفر سثرلند وحققت نجاحًا كبيرا، وفي العام 1989 قدمت الفيلم الذي حفر اسمها في هوليوود وصنع شهرتها التي ما تزال إلى اليوم Heathers الذي اعتبره النقاد مصدر إلهام وتوعية للمراهقين وهو أي الفيلم بحسب ما قال النقاد أثر كثيرًا على أحاسيس وتفكير المراهقين بصورة إيجابية.
وبعد ذلك بدأت رايدر بأخذ أدوار أكبر وأنجح ففي العام 1990 مثلت مجموعة من الأفلام الناجحة مثل Great Balls Of Fire وفيلم Mermaids الذي التقت في حفل افتتاحه بالممثل جوني ديب، حاول بعدها أن يتعرف عليها بأي طريقة إلى أن جمعهم صديق مشترك بعد 3 شهور وأقاما علاقة حب قوية من أشهر علاقات هوليوود إلى الآن قال خلالها جوني أنه كان محطم بسبب فشل بعض أفلامه، ولكنه الآن أسعد إنسان في العالم ولا يريد شيء إلا تمضية أكبر وقت مع وينونا حيث كان يجهد نفسه بالعمل ويسافر يوميًا بالطائرة من فانكوفر ليستطيع العشاء معها ويرسل يوميًا لها الكثير من بالونات الهيليوم. ودفعه حبه الشديد لها بحفر اسم وينونا على ذراعه بالوشم الدائم رمزًا لحبه لها للأبد، ولكن العلاقة دامت أربع أعوام فقط، وفي عام 1990 مثلا معًا في الفيلم الرومانسي Edward Scissorhands الذي حقق نجاحًا كبيرًا وبعد ذلك بدأت الشائعات تتردد في الصحف بأن جوني ديب قطع علاقته بوينونا رايدر وقد سبب لها هذه الشائعات ألمًا كبيرًا بسبب تعلقها به، سافرا بعدها لروما لتقوم بدور في الفيلم الشهير العراب، لكنها وجدت فاقدة للوعي في غرفتها بالفندق وخسرت دورها في العراب للمخرج فرانسيس فورد كوبولا ، من ذلك مثلت في فيلم Night On Earth وظهرت في فيديو كليب للمغنية ديبي جيبسون.
وفي العام 1992 مثلت رايدر في فيلم Bram Stoker's Dracula الذي قامت هي بعرض نصه على المخرج فرانسيس فورد كوبولا الذي تربطها علاقة صداقة معه بعد أن أدخلت عليه بعض التعديلات.
وفي العام 1993 مثلت رايدر بجانب الممثلة الكبيرة ميريل ستريب في فيلم The House Of The Spirits ، وبعد الانتهاء من التصوير تعرضت رايدر لانهيار عصبي بسبب التوتر الكبير التي كانت فيه جراء وقوفها أمام الممثلة ستريب، وبسبب انهيار علاقتها بجوني ديب التي أثرت عليها كثيرًا وأدمنت الحبوب المنومة وعانت من اكتئاب لفترة طويلة، إلا أنها كانت تجهد نفسها بالعمل وترفض العلاج، ومع ذلك كانت أفضل فترة لها فنيًا فقد قدمت خلالها تحف فنية وأفلام مع ممثلين كبار أمثال ميريل ستريب في عصر البراءة الذي فازت بجائزة غولدن غلوب وترشحت لجائزة أوسكار على أدائها فيه ومثلت دور بطولة بجانب دانيال دي لويس في The Crucible
وفي العام 1994 جاء فيلم Reality Bites وكذلك فيلم امرأة صغيرة (فيلم 1994) الذي ترشحت على إثره لنيل جائزة أوسكار ثانية، وبعد ذلك بعام جاء فيلم How to Make An American Quilt الذي حقق نجاحًا كبيرا، كما وأعاد رايدر إلى حياتها الطبيعية بعد أن أقامت علاقة حب مع المغني ديف بيرنر.
وفي العام ذاته مثلت في فيلم Boys بدور امرأة كبيرة في السن على غير العادة وقد حقق الفيلم نجاحًا باهرا. وجاء العام 1996 حاملاً معه نجاحًا آخر لرايدر التي مثلت في فيلم شبه وثائقي مع الممثل آل باتشينو Looking For Richard.
وفي العام 1996 مثلت دور البطولة في فيلم The Crucible الذي اقتبس قصته من رواية أدبية وقبل عرض الفيلم قالت رايدر "يجب أن يعرض هذا الفيلم على المدارس والجامعات كمادة أدب. ويلاحظ من خلال مسيرة رايدر الفنية أنها تقدم دائمًا الأعمال الدرامية الراقية الكلاسيكية ويمكن اعتبارها شخصية أكاديمية مثقفة وتفكيرها عميق ومع ذلك فقد أرادت دائمًا في أعماقها أن تلعب دور مختلف وغريب وفي العام 1997 تحققت أمنيتها ومثلت في فيلم فضائي: القيامة ، ثم في فيلم Celebrity سنة 1998 للمخرج وودي آلن الذي كان نصه قد كتب لممثلة درو باريمور ولكن رايدر أخذت الدور عوضًا عنها بجانب الممثل ليوناردو دي كابريو.
وفي العام 2000 عادت رايدر إلى أفلام الدراما مع فيلم Autumn In New York مع الممثل ريتشارد جير الذي لعب دور رجل يقع في غرام شابة تصغره في السن كثيرا وتكون مصابة بمرض يودي بحياتها وقد حاز الفيلم على إعجاب النقاد والجمهور على حد سواء وحصل على عدة جوائز وفي نفس العام مثلت رايدر في فيلم رعب بعنوان Lost Souls وقد نال الفيلم إعجاب النقاد وقالوا عن رايدر أنها تجيد أداء أدوار الرعب باتقان.
وفي العام 2002 مثلت رايدر في فيلم Mr Deeds مع الممثل آدم ساندلر وفي نفس العام كرمت رايدر بنجمة في ممشى المشاهير في هوليوود.
وفي نفس العام قامت بسرقة أحد أشهر المتاجر العالمية في بيفرلي هيلز بالرغم من أنها لاتحتاج لذلك
وخلال تحقيق شرطة لوس انجلس في حادثة السرقة وجد بحوزتها حبوب منومة ومهدئة قوية المفعول من دون وصفه طبية
حكم عليها باعادة المسروقات ودفع غرامه مالية، أصيبت باكتئاب حاد وتعرضها لعدة انهيارات وأجبرت على العلاج هذه المرة، رفضت خلال فترة علاجها القيام بأدوار بطولة كي لاتشكل عليها ضغط وابتعدت عن التمثيل 4 سنوات
عادت في 2007 وأدت بعض الأفلام كانت لم تكن راضية عنها؛ فقد قالت في موتمر فيلم The Dilemma 2010 الذي احتفلوا فيه بعودتها " من الصعب أن ابتعد أربع سنوات وأعود كما كنت
في السابق هناك أفلام قمت بها وأنا غير راضيه عنها ".
أيضًا في عام 2010 بالرغم من كل ما مرت به عادت عودة قوية من خلال دور ثانوي في فيلم بلاك سوان الذي حقق نجاح كبير
أيضًا قدمت الفيلم التلفزوني When Love Is Not Enough: The Lois Wilson Story وترشحت لجائزة نقابة ممثلي الشاشة على أدائها فيه.
عام 2011 يحمل الكثير لها فستقوم خلاله بأداء دور البطولة في فيلم Gardel الذي يحكي قصة ملك التانغو الشهير Carlos Gardel
الذي توفي في حادث طائرة مأساوي سنة 1935

## الحياة الشخصية
أقامت وينونا رايدر علاقة عاطفية قوية مع الممثل جوني ديب، وخلال تلك العلاقة وشم على ذراعه عبارة "Winona Forever" تعبيرًا عن حبه لها. إلا أن العلاقة انتهت وأثرت عليها نفسيًا، ما أدى إلى إصابتها بحالة من الاكتئاب، ولم تتمكن بعدها من الدخول في علاقة ناجحة. في عام 1997 خاضت علاقة استمرت أقل من خمسة أشهر، ثم ارتبطت بالممثل مات ديمون في عام 2000، لكن العلاقة انتهت في أوائل عام 2003، ومنذ ذلك الحين لم تعلن عن أي ارتباطات عاطفية جديدة.
تحتفظ رايدر بعدد من الصداقات الوثيقة في الوسط الفني، من أبرزهم المخرج تيم بورتن، الذي كان من أوائل الداعمين لها وأخرج لها فيلمين، ومن المقرر أن تتعاون معه مجددًا في فيلم من بطولتها عُرض في عام 2012. كما تجمعها صداقة بالمذيع والممثل جيمي فالون، وبالممثل دانيال دي لويس الذي شاركته التمثيل في فيلمي عصر البراءة والبوتقة. ولها علاقة وطيدة أيضًا بالمخرج فرانسيس فورد كوبولا. وكانت الممثلة غوينيث بالترو من أقرب صديقاتها وسكنت معها لفترة، قبل أن تنفصل صداقتهما. كما ارتبطت بعلاقة صداقة قوية بالممثلة بريتني مورفي، التي تُوفيت عام 2009.
تُشارك رايدر في العديد من الأنشطة الخيرية والتطوعية، فهي من أبرز الداعمين لمنظمة العفو الدولية، وتساند أيضًا منظمات الطفولة. وفي عام 1993، عرضت مكافأة قدرها 200 ألف دولار لمن يُعثر على الطفلة المفقودة بولي كلاس، التي تنتمي إلى نفس المنطقة التي نشأت فيها رايدر.
وفي عام 2010، كشفت أنها فكرت في التبني لكنها تراجعت عن القرار، مشيرة إلى أن أكثر ما يشغلها هو تكوين عائلة. وأوضحت أنها تفكر جديًا في اعتزال التمثيل، والابتعاد عن هوليوود وضجيج الشهرة، لكنها لا تزال مرتبطة ببعض المشاريع السينمائية، وتنتظر الوقت المناسب لاتخاذ تلك الخطوة.

## الأعمال

### أفلام
- بيتلجوس (1988)
- هيذرز (1989)
- إدوارد ذو الأيدي المقصات (1990)
- ليلة على الأرض (1991)
- دراكولا (1992)
- عصر البراءة (1993)
- بيت الأرواح (1993)
- نساء صغيرات (1994)
- فضائي: القيامة (1997)
- شهرة (1998)
- فتاة، قوطعت (1999)
- أن تكون جون مالكوفيتش (1999)
- الخريف في نيويورك (2000)
- زولاندر (2001)
- السيد ديدز (2002)
- سيم ون (2002)
- مسحة ضوئية داكنة (2006)
- العشرة (2007)
- ستار تريك (2009)
- البجعة السوداء (2010)
- فرانكنويني (2012)
- جبهة داخلية (2013)
- مختبر (2015)
- ذهب في الليل (2022)
- قصر مسكون (2023)
- بيتلجوس بيتلجوس (2024)

## مواقع خارجية
- وينونا رايدر على موقع IMDb (الإنجليزية)
- وينونا رايدر على موقع ميتاكريتيك (الإنجليزية)
- وينونا رايدر على موقع الموسوعة البريطانية (الإنجليزية)
- وينونا رايدر على موقع روتن توميتوز (الإنجليزية)
- وينونا رايدر على موقع مونزينجر (الألمانية)
- وينونا رايدر على موقع قاعدة بيانات الأفلام العربية
- وينونا رايدر على موقع ألو سيني (الفرنسية)
- وينونا رايدر على موقع ميوزك برينز (الإنجليزية)
- وينونا رايدر على موقع تيرنر كلاسيك موفيز (الإنجليزية)
- وينونا رايدر على موقع أول موفي (الإنجليزية)
- Winona Ryder at تي في.كوم